# Festival del Ostión
El Festival del Ostión es un evento anual que se realiza durante tres días en la segunda quincena del mes de agosto, en el puerto de Chiltepec,  municipio de Paraíso, Tabasco, México, y forma parte de la red de festivales gastronómicos y turísticos que ofrece el estado de Tabasco, conformada además por el Festival del Chocolate y el Festival del queso artesanal.
El festival inició en el año 2013, con el objetivo de aprovechar el potencial del municipio de Paraíso y del estado de Tabasco, como segundo productor de ostión a nivel nacional, al mismo tiempo de promover los atractivos turísticos que ofrece la región.

## Antecedentes
El primer festival del ostión se realizó en el año 2013, en el corredor gastronómico El Bellote, en el municipio de Paraíso. Durante ese festival que tuvo un día de duración, se prepararon 21 platillos en los que se utilizaron un total de 400 mil ostiones, los cuales fueron degustados por los 5,000 asistentes al evento. Durante ese evento, se realizó el concurso: "El desconche de ostión más rápido".
La segunda edición del evento, en el año 2014, se realizó en el malecón constero del puerto de Chiltepec y tuvo una duración de dos días. Durante ese evento, se contó con la participación de 40 restaurantes especializados en pescados y mariscos, quienes utilizaron un millón de ostiones, en la preparación de 25 platillos diferentes, y contando con la asistencia de 20 mil personas y la derrama económica sumó poco más de 14 millones de pesos. Dentro de este festival se incluyeron tres concursos: "El desconche de ostión más rápido", "competencia de kayaks", y "Quién sube más rápido la palma de coco".
Para el 2015, debido al éxito alxanzado en los dos festivales anteriores, se decidió aumentar a tres días la duración del evento, y se contó con la participación de 70 restaurantes especializados en pescados y mariscos, quienes utilizaron dos millones de ostiones en la preparación de 25 variedades de platillos, como  mole, pozole, tamales, tapesco, y escabeche, entre otras que saborearon los 30 mil asistentes al evento.

## El festival
Para aprovechar el potencial de Tabasco como segundo productor nacional de ostión, y crear nuevas herramientas para el impulso del turismo en la región, se creó en el año 2013 el Festival del ostión, el cual se desarrolla durante tres días a finales del mes de agosto de cada año, teniendo como sede el malecón costero del puerto de Chiltepec, en el municipio de Paraíso.
El Festival del Ostión cuenta con diferentes eventos:
- Venta: En el festival los asistentes pueden comprar los diversos platillos elaborados por los restaurantes participantes.

- Degustaciones: Los participantes realizan pruebas de degustación de las 25 variedades de platillos elaborados a base de ostión.

- Concursos: Dentro del festival, se desarrollan diferentes concursos: desconchado de ostión más rápido, Corte y saca de coco; Competencia de regata en cayuco a un remo, Competencia en kayak; Competencia de natación; y Concurso del mejor platillo elaborado a base de ostión.

- Recorridos turísticos: Durante el festival, se ofrecen diversos recorridos y paquetes turísticos, para que los asistentes puedan conocer los diversos atractivos de la región. Aunado a esto, desde la ciudad de Villahermosa es posible adquirir paquetes que incluyen traslado y hospedaje en hoteles de 3 y 4 estrellas en la ciudad de Paraíso, así como recorrido por el festival.

- Exposición gastronómica: Los restaurantes participantes montan una muestra gastronómica regional.

- Muestra artesanal: Durante el festival, se tiene un espacio en donde se realiza la exhibición y venta de artesanías tabasqueñas y artesanías elaboradas en el municipio de Paraíso.

- Música: Para deleíte de los asistentes, en el festival se presentan diversos grupos musicales desde músia típica tabasqueña como marimbas y tamborileros, hasta grupos de música tropical.

- Área de entretenimiento: Como actividades complementarias, se instalará un área de juegos infantiles, tirolesa, y recorridos acuáticos, entre otros.